# Lampritrema nipponicum
Lampritrema nipponicum är en plattmaskart. Lampritrema nipponicum ingår i släktet Lampritrema och familjen Lampritrematidae. Inga underarter finns listade i Catalogue of Life.